# Christophe de Schleswig-Holstein-Sonderbourg-Glücksbourg
Titre
Duc de Schleswig-Holstein-Sonderbourg-Glücksbourg
30 septembre 1980 – 27 septembre 2023
(42 ans, 11 mois et 28 jours)
Christophe de Schleswig-Holstein-Sonderbourg-Glücksbourg (en allemand : Christoph Prinz zu Schleswig-Holstein-Sonderburg-Glücksburg), né le 22 août 1949 au château de Louisenlund à Güby dans le Schleswig-Holstein en Allemagne, où il est mort le 27 septembre 2023, est duc de Schleswig-Holstein-Sonderbourg-Glücksbourg et, par primogéniture agnatique, l'aîné de la maison d'Oldenbourg de 1980 à 2023.

## Biographie

### Famille
Christophe, ingénieur agronome, est le fils aîné de Pierre de Schleswig-Holstein-Sonderbourg-Glücksbourg et de Marie Alix de Schaumbourg-Lippe. Il a un frère cadet, Alexandre (1953) et deux sœurs, Marita (1948), épouse de Wilfried Freiherr von Plotho, et Ingeborg (1956), épouse de Nikolaus Broschek.

### Mariage et descendance
Christophe de Schleswig-Holstein-Sonderbourg-Glücksbourg épouse civilement à Vogelsang-Grünholz (Schwansen) le 23 septembre 1981, et religieusement à Glücksburg le 4 octobre suivant, Élisabeth de Lippe-Weissenfeld, née à Munich le 28 juillet 1957, fille d'Alfred de Lippe-Weissenfeld et d'Irmgard Julinka Freiin Wagner von Wehrborn.
Quatre enfants sont nés de cette union, :
- Sophie de Schleswig-Holstein-Sonderbourg-Glücksbourg (née à Eckernförde le 9 octobre 1983), épouse en 2015 Anders Wahlquist (1968), entrepreneur suédois, dont deux fils :
  - Cecil Wahlquist (2016)
  - Sirai Wahlquist (2018) ;
- Friedrich Ferdinand de Schleswig-Holstein-Sonderbourg-Glücksbourg (né à Eckernförde le 19 juillet 1985), épouse en mars 2017 Anjuta Buchholz (née en 1987), dont deux fils[4] :
  - Alfred de Schleswig-Holstein-Sonderbourg-Glücksbourg (2019)
  - Albert de Schleswig-Holstein-Sonderbourg-Glücksbourg ;
- Constantin de Schleswig-Holstein-Sonderbourg-Glücksbourg (né à Eckernförde le 14 juillet 1986), épouse en juin 2024 Sophia Gräfin von der Schulenburg (née à Valence le 17 avril 1990)[5], dont un fils :
  - Tassilo de Schleswig-Holstein-Sonderbourg-Glücksbourg, né en juillet 2023[6] ;
- Léopold de Schleswig-Holstein-Sonderbourg-Glücksbourg (né à Eckernförde le 5 septembre 1991), épouse en 2024 Alix Preuss-Neudorf[7], fille de Christian Preuss-Neudorf et de Margareta Gräfin von der Schulenburg, cousine germaine de sa belle-sœur la princesse Constantin (Sophia Gräfin von der Schulenburg).

### Mort et funérailles
Le 27 septembre 2023 au château de Louisenlund, Christophe de Schleswig-Holstein-Sonderbourg-Glücksbourg meurt des suites d'un cancer à l'âge de 74 ans,.
L'inhumation à Louisenlund a lieu en présence du cercle familial immédiat. Les funérailles ont lieu ultérieurement à l'église de Sieseby dans le quartier de Thumby.

## Titulature

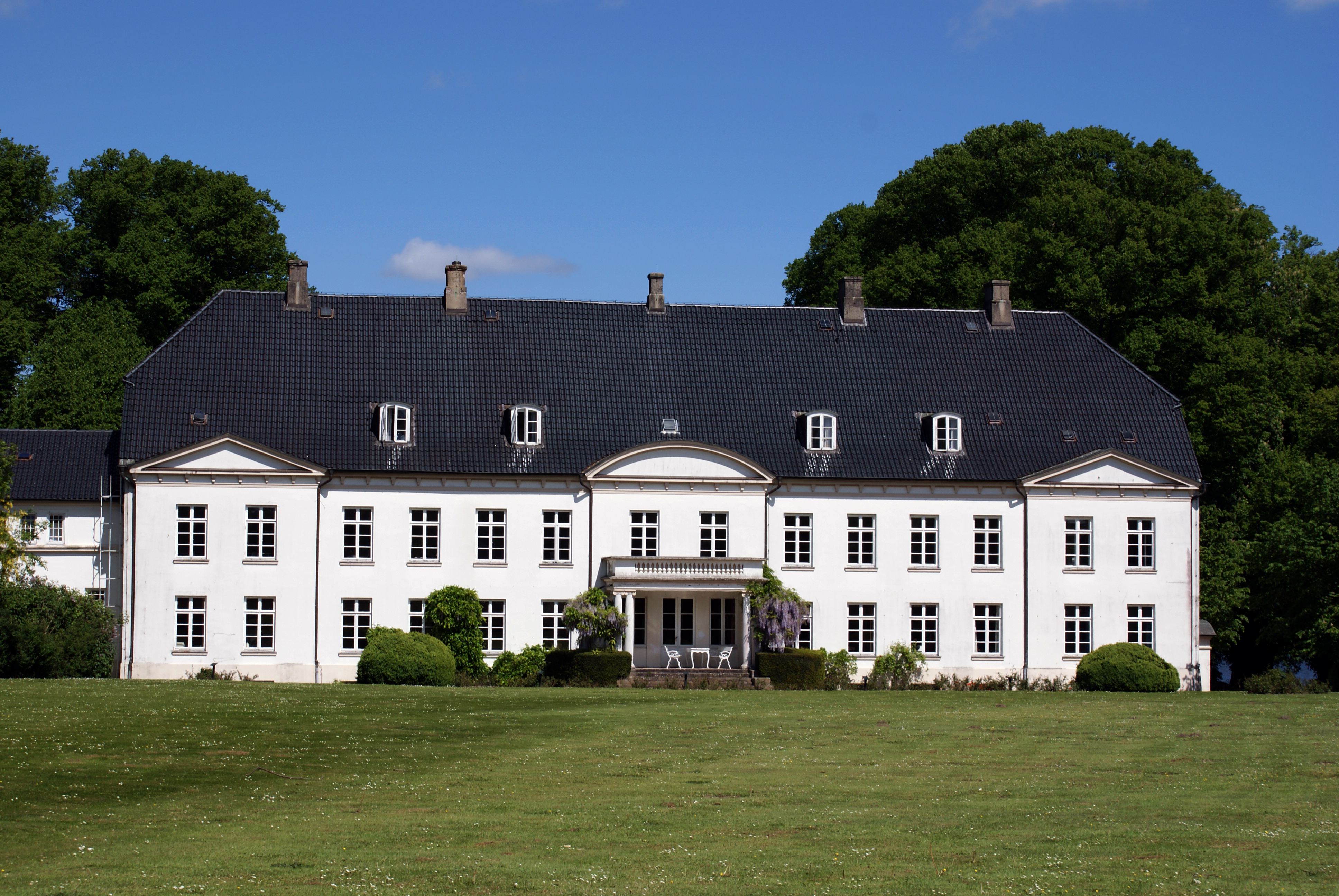
Le château de Louisenlund où est né et mort Christophe de Schleswig-Holstein.

- 22 août 1949 — 10 février 1965 : Son Altesse le prince Christophe de Schleswig-Holstein-Sonderbourg-Glücksbourg
- 10 février 1965 — 30 septembre 1980 : Son Altesse le prince héréditaire de Schleswig-Holstein
- 30 septembre 1980 — 27 septembre 2023 : Son Altesse le duc de Schleswig-Holstein

## Honneurs
- Grand-croix de l'ordre du Mérite du duc Pierre-Frédéric-Louis (ordre dynastique de la Maison d'Oldenbourg).

## Ascendance, généalogie et succession

### Ascendance
|  |                                                                      |  |  |  |  |  |  |  |  |  |  |  |  |
|  | 8. Frédéric-Ferdinand de Schleswig-Holstein-Sonderbourg-Glücksbourg  |  |  |  |  |  |  |  |  |  |  |  |  |
|  |                                                                      |  |  |  |  |  |  |  |  |  |  |  |  |
|  |                                                                      |  |  |  |  |  |  |  |  |  |  |  |  |
|  | 4. Frédéric de Schleswig-Holstein-Sonderbourg-Glücksbourg            |  |  |  |  |  |  |  |  |  |  |  |  |
|  |                                                                      |  |  |  |  |  |  |  |  |  |  |  |  |
|  |                                                                      |  |  |  |  |  |  |  |  |  |  |  |  |
|  | 9. Caroline-Mathilde de Schleswig-Holstein-Sonderbourg-Augustenbourg |  |  |  |  |  |  |  |  |  |  |  |  |
|  |                                                                      |  |  |  |  |  |  |  |  |  |  |  |  |
|  |                                                                      |  |  |  |  |  |  |  |  |  |  |  |  |
|  | 2. Pierre de Schleswig-Holstein-Sonderbourg-Glücksbourg              |  |  |  |  |  |  |  |  |  |  |  |  |
|  |                                                                      |  |  |  |  |  |  |  |  |  |  |  |  |
|  |                                                                      |  |  |  |  |  |  |  |  |  |  |  |  |
|  | 10. Ernest II de Hohenlohe-Langenbourg                               |  |  |  |  |  |  |  |  |  |  |  |  |
|  |                                                                      |  |  |  |  |  |  |  |  |  |  |  |  |
|  |                                                                      |  |  |  |  |  |  |  |  |  |  |  |  |
|  | 5. Marie Melita de Hohenlohe-Langenbourg                             |  |  |  |  |  |  |  |  |  |  |  |  |
|  |                                                                      |  |  |  |  |  |  |  |  |  |  |  |  |
|  |                                                                      |  |  |  |  |  |  |  |  |  |  |  |  |
|  | 11. Alexandra de Saxe-Cobourg-Gotha                                  |  |  |  |  |  |  |  |  |  |  |  |  |
|  |                                                                      |  |  |  |  |  |  |  |  |  |  |  |  |
|  |                                                                      |  |  |  |  |  |  |  |  |  |  |  |  |
|  | 1. Christophe de Schleswig-Holstein-Sonderbourg-Glücksbourg          |  |  |  |  |  |  |  |  |  |  |  |  |
|  |                                                                      |  |  |  |  |  |  |  |  |  |  |  |  |
|  |                                                                      |  |  |  |  |  |  |  |  |  |  |  |  |
|  | 12. Georges de Schaumbourg-Lippe                                     |  |  |  |  |  |  |  |  |  |  |  |  |
|  |                                                                      |  |  |  |  |  |  |  |  |  |  |  |  |
|  |                                                                      |  |  |  |  |  |  |  |  |  |  |  |  |
|  | 6. Stephan de Schaumbourg-Lippe                                      |  |  |  |  |  |  |  |  |  |  |  |  |
|  |                                                                      |  |  |  |  |  |  |  |  |  |  |  |  |
|  |                                                                      |  |  |  |  |  |  |  |  |  |  |  |  |
|  | 13. Marie-Anne de Saxe-Altenbourg                                    |  |  |  |  |  |  |  |  |  |  |  |  |
|  |                                                                      |  |  |  |  |  |  |  |  |  |  |  |  |
|  |                                                                      |  |  |  |  |  |  |  |  |  |  |  |  |
|  | 3. Marie Alix de Schaumbourg-Lippe                                   |  |  |  |  |  |  |  |  |  |  |  |  |
|  |                                                                      |  |  |  |  |  |  |  |  |  |  |  |  |
|  |                                                                      |  |  |  |  |  |  |  |  |  |  |  |  |
|  | 14. Frédéric-Auguste II d'Oldenbourg                                 |  |  |  |  |  |  |  |  |  |  |  |  |
|  |                                                                      |  |  |  |  |  |  |  |  |  |  |  |  |
|  |                                                                      |  |  |  |  |  |  |  |  |  |  |  |  |
|  | 7. Ingeborg d'Oldenbourg                                             |  |  |  |  |  |  |  |  |  |  |  |  |
|  |                                                                      |  |  |  |  |  |  |  |  |  |  |  |  |
|  |                                                                      |  |  |  |  |  |  |  |  |  |  |  |  |
|  | 15. Élisabeth-Anne de Prusse                                         |  |  |  |  |  |  |  |  |  |  |  |  |
|  |                                                                      |  |  |  |  |  |  |  |  |  |  |  |  |
|  |                                                                      |  |  |  |  |  |  |  |  |  |  |  |  |

### Généalogie
Christophe de Schleswig-Holstein-Sonderbourg-Glücksbourg appartient à la quatrième branche (lignée de Schleswig-Holstein-Sonderbourg-Beck) issue de la première branche de la maison de Schleswig-Holstein-Sonderbourg, elle-même issue de la première branche de la maison d'Oldenbourg.

### Succession
Le 27 septembre 2023 à la mort du duc Christophe, c'est son fils aîné, le duc Friedrich Ferdinand, né en 1985, qui lui succède à la tête de la maison de Schleswig-Holstein-Sonderbourg-Glücksbourg.